# Гуго де Ревель
Гу́го де Реве́ль (фр. Hugue Revel > Hugues de Revel; год и место рождения неизвестны — 1277, Палестина) — 19/20-й Великий магистр ордена госпитальеров (1258—1277), военачальник.

## Орфография и передача имени
Передача имени будет меняться в зависимости от выбранного варианта на языке оригинала: Гуго, Юг, Хуго, Гюго, или же Хью при принятии гипотезы об английском происхождении. Выдвинутое в XIX веке предположение британских исследователей генеалогии (John Lambrick Vivian, John Burke) пока не разделяется, тем более, что отсутствует соответствие между фамильным английским гербом Хью Рейнела (Hugh Reinell) и магистрским гербом Гуго де Ревеля. Все остальные историки ордена полагают, что магистр имел французское происхождение.
- итал. Ugone di Revel[2]
- фр. Hugues de Revel[3]
- фр. Hugue de Revel[4]
- фр. Hugues de Revel[5]
- фр. Hugues Revel[6]
- фр. Hugues de Revel[7]

## Биография
В официальных документах Святого Престола с Гуго де Ревеля главу иоаннитов начинают обозначать званием Великий магистр (фр. Grand-Maître). Титул «Великий» был установлен папской буллой Климента IV от 18 ноября 1267 года. Несмотря на это, в документах эпохи (дарственные, договора) использовалось привычное обозначение «магистр».
Происходил из Дофине. Занимал пост кастеляна крепости Крак-де-Шевалье в 1242—1248 годах. Затем переехал в монастырь госпитальеров в Акру. В 1251—1258 годах занимал высокую должность Великого командора ордена (фр. grand-précepteur). Был назначен магистром согласно воле освобождённого из плена в 1250 году Гийома де Шатонёфа. Первый акт, подписанный на данном посту, датируется 9 октября 1258 года. Руководил орденом в трудное для крестоносцев время, когда под напором мусульман занимаемая ими территория с каждым годом уменьшалась. Ревель смог отстоять Акко и заключить с Бейбарсом выгодный договор.
Папа Климент IV высоко оценил подвижничество иоаннитов на Святой земле в булле от 4 июля 1267 года: 
«Братья Госпиталя святого Иоанна Иерусалимского должны расцениваться в качестве Маккавеев Нового Завета. Эти великодушные рыцари, отказываясь от суетных желаний, покинули своё отечество и свои владения, чтобы принять крест и последовать за Иисусом Христом. Именно ими Спаситель человечества пользуется ежедневно от очищения своей церкви от скверны неверных, а ради защиты пилигримов и христиан они мужественно подвергают свою жизнь величайшим опасностям».

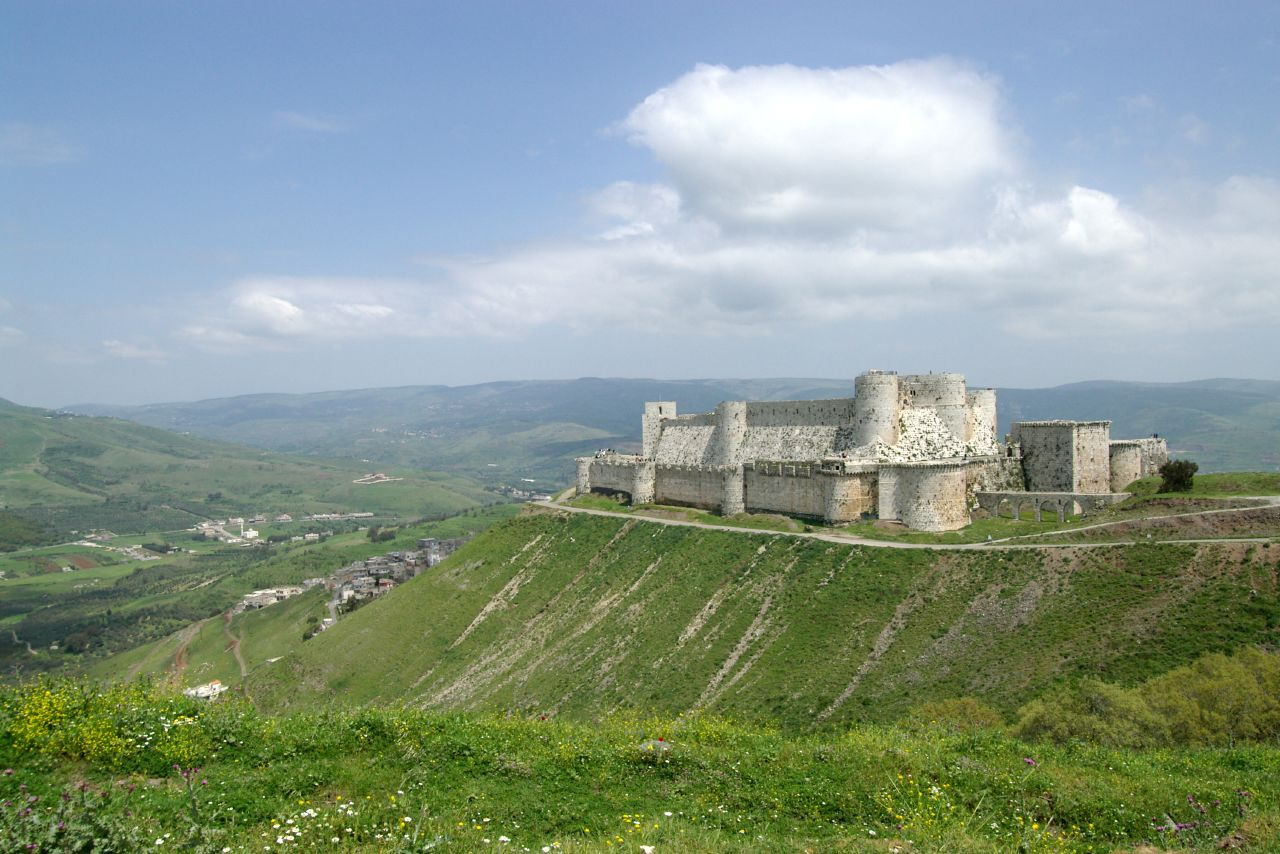
Оплот госпитальеров — крепость Крак-де-Шевалье

В 1268 году Бейбарс захватил Антиохийское княжество, в результате чего госпитальеры лишились своего крупнейшего владения в Палестине и главного поставщика продовольствия. Часть жителей погибла, другая часть попала в рабство. Крепости иоаннитов Маргат и Крак-де-Шевалье превратились в островки на безлюдной и опустошённой территории без тылового обеспечения. Отныне припасы приходилось везти из Европы. Всё скуднее становился поток денежных средств из Европы. Наступательные действия госпитальеров были парализованы, более того, они с трудом могли оборонять остававшиеся владения. Магистр Гуго де Ревель описал плачевную ситуацию в письме 1268 года приору Сен-Жиля. К тому же некий монах-иоаннит Филипп де Глис продал все имения ордена в Италии и частично во Франции. Госпитальеры не выдержали осаду крепости Крак-де-Шевалье и сдали замок 30 марта 1271 года, 7 апреля рыцари удалились в Триполи. Для иоаннитов данное событие стало непоправимой катастрофой.
С другой стороны, действия главы госпитальеров были весьма энергичны и плодотворны. За 18 лет магистерства Ревеля орден претерпел значительные организационные изменения, возросли денежные поступления из Европы. С 1262 по 1270 год внёс 6 кардинальных изменений в основные главы устава иоаннитов. На Генеральном капитуле в Касарии внёс важнейшие дополнения в положения ордена, согласно которым заморские дома госпитальеров должны были отправлять в Иерусалим фиксированную денежную сумму. Ранее количество средств определялось представителями ордена на местах. Самая малая административная единица госпитальеров, на которые делились приораты, стала именоваться комендой (комендатарией фр. Commendataria), а её управляющий — командором (фр. Commandeur), но термин не прижился и был заменён понятием «пресептор» (фр. Précepteur). Отныне орденский дом (приорат) обязан был вносить в общую казну определённую сумму, получившую название респонсии, которая собиралась командорами с отведённых под их управление коменд. За свою энергичную деятельность магистр вполне заслужил эпитет «реформатор».
Соперничество и вражда между тамплиерами и госпитальерами, доходящие до открытых вооружённых конфликтов, не способствовали укреплению сопротивляемости христиан растущему натиску мусульман. Чтобы положить конец распрям между крестоносцами, провести реформирование духовно-рыцарских орденов с целью их слияния, а также для консолидации сил для нового крестового похода в 1274 году папа Григорий X созвал Лионский собор. Прелаты пытались использовать такой случай для подчинения руководства рыцарских орденов своей власти. Но решение о слиянии орденов не было одобрено.
Гуго де Ревель умер между 1 апреля и 3 августа 1277 года. Эпитафию первому великому магистру госпитальеров привёл Заллес.